# Колодно (Ленинградская область)
Колодно — деревня в Заклинском сельском поселении Лужского района Ленинградской области.

## История
Впервые упоминается в писцовой книге Водской пятины 1500 года, как деревня Колодна, над озером над Колоденским в Дмитриевском Городенском погосте Новгородского уезда.
Деревня Колодня при озере Колоднянском, состоящая из 22 крестьянских дворов, обозначена на карте Санкт-Петербургской губернии Ф. Ф. Шуберта 1834 года.

КОЛОДНО — деревня принадлежит: полковнику Акимову с женою, число жителей по ревизии: 46 м. п., 44 ж. п.

наследникам военного советника Акинина, число жителей по ревизии: 12 м. п., 10 ж. п.

дворянину Антону фон-Роткирху, число жителей по ревизии: 1 м. п., 3 ж. п.

капитанше Авдотье Пузыревской, число жителей по ревизии: 8 м. п., 7 ж. п.

Ораниенбаумскому дворцовому правлению, число жителей по ревизии: 2 м. п., 3 ж. п. (1838 год)

Как деревня Колодня из 22 дворов она отмечена на карте профессора С. С. Куторги 1852 года.

КОЛОДНО — деревня госпожи Пузыревской, по просёлочной дороге, число дворов — 22, число душ — 52 м. п. (1856 год)

Согласно X-ой ревизии 1857 года деревня состояла из двух частей:

1-я часть: число жителей — 11 м. п., 10 ж. п.
  
2-я часть: число жителей — 36 м. п., 38 ж. п.

КОЛОДНО — деревня и мыза владельческие при озере Колоденском, число дворов — 22, число жителей: 46 м. п., 46 ж. п. (1862 год)

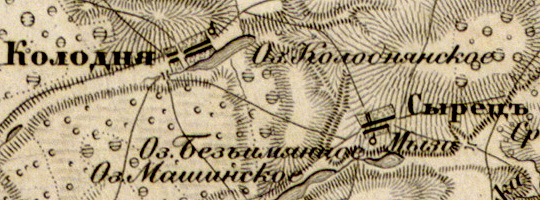
Деревня Колодно на карте 1863 года

Согласно карте из «Исторического атласа Санкт-Петербургской Губернии» 1863 года деревня называлась Колодня.
В 1867 году временнообязанные крестьяне деревни выкупили свои земельные наделы у В. Н. Акинина и стали собственниками земли.
В 1870—1874 годах временнообязанные крестьяне выкупили свои земельные наделы у М. Ф. фон Кельдерман.
Согласно подворной описи Раковенского общества Городенской волости 1882 года, деревня Колодно состояла из двух частей:
 
1) бывшее имение Акинина, домов — 9, душевых наделов — 13, семей — 6, число жителей — 19 м. п., 24 ж. п.; разряд крестьян — собственники.
  
2) бывшее имение наследников Чайковского, домов — 22, душевых наделов — 34, семей — 18, число жителей — 42 м. п., 54 ж. п.; разряд крестьян — собственники.
Согласно материалам по статистике народного хозяйства Лужского уезда 1891 года мыза Колодно площадью 828 десятин с фруктовым садом, парниками и оранжереей, принадлежала жене присяжного поверенного К. Н. Аленникова, мыза была приобретена частями с 1880 по 1887 год за 12 300 рублей. Усадьба Колодно площадью 68 десятин принадлежала графу Э. В. Люксембургу, усадьба была приобретена в 1880 году за 3000 рублей. Кроме того, три имения при селении Колодно принадлежали мещанам Ф., Ф., А., В., Г., и П. Васильевым, ещё два имения — мещанам Д., Х., и Ф. Михайловым, а шестое имение, площадью 11 десятин, принадлежало мещанину Г. Иванову, имение было приобретено в 1886 году за 303 рубля.
В XIX веке деревня административно относилась к Городенской волости 2-го земского участка 1-го стана Лужского уезда Санкт-Петербургской губернии, в начале XX века — 2-го стана.
По данным «Памятной книжки Санкт-Петербургской губернии» за 1905 год, деревня входила в Колоденское сельское общество, 68 десятин земли в Колодно принадлежали жене статского советника Вере Зотовне Андреевской.
С 1917 по 1918 год деревня находилась в составе Сырецкого сельсовета Городенской волости Лужского уезда.
С января 1920 года, в составе Колоденского сельсовета.
С февраля 1923 года, вновь в составе Сырецкого сельсовета.

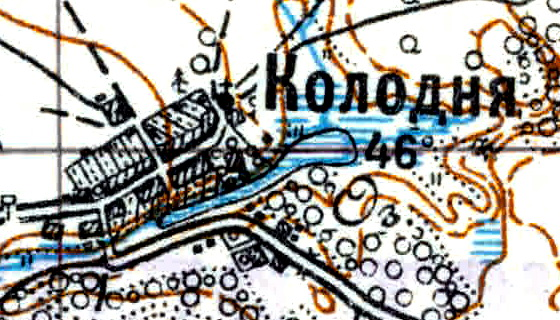
Деревня Колодно на карте 1926 года

Согласно топографической карте 1926 года деревня называлась Колодня и насчитывала 46 дворов. На восточной окраине деревни находилась часовня.
С февраля 1927 года, в составе Колоденского сельсовета.
С ноября 1928 года, в составе Раковенского сельсовета.
По данным 1933 года деревня Колодно входила в состав Раковенского сельсовета Лужского района.
C 1 августа 1941 года по 31 января 1944 года деревня находилась в оккупации.
По данным 1966 года деревня Колодно также входила в состав Раковенского сельсовета.
По данным 1973 и 1990 годов деревня Колодно входила в состав Лужского сельсовета.
В 1997 году в деревне Колодно Заклинской волости проживали 25 человек, в 2002 году — 33 человека (все русские).
В 2007 году в деревне Колодно Заклинского СП проживали 25 человек.

## География
Деревня расположена в юго-восточной части района на автодороге 41К-253 (Заполье — Щепы), в месте примыкания к ней автодороги 41К-696 (Колодно — Замошье).
Расстояние до административного центра поселения — 13 км.
Расстояние до ближайшей железнодорожной станции Луга — 18 км.
Деревня находится на северном берегу Колодинского озера.

## Демография
| 1838 | 1862 | 1997 | 2007 | 2010 | 2017 |
| ---- | ---- | ---- | ---- | ---- | ---- |
| 136  | ↘92  | ↘25  | →25  | ↘24  | ↗29  |

## Улицы
Замошская, Сырецкая, Удачная, Центральная.

## Садоводства
Новое Колодно, Луч.